# Passenger (cantor)
Michael David Rosenberg (Brighton, 17 de maio de 1984), mais conhecido por seu nome artístico Passenger, é um cantor, compositor e músico inglês. Anteriormente o principal vocalista e compositor do Passenger, Rosenberg optou por manter o nome da banda para seu trabalho solo depois que a banda se dissolveu em 2009. Seu single de maior sucesso, "Let Her Go", liderou as paradas em vários países. Em 2014, a canção foi nomeada para o Brit Award de Single Britânico do Ano e recebeu o prêmio Ivor Novello da British Academy de Melhor Trabalho.

## Vida Pessoal
Michael David Rosenberg nasceu em Brighton e Hove em 17 de maio de 1984, sua mãe, Jane, é Inglesa e seu pai, Gerard Rosenberg, um judeu americano, originalmente de Vineland, Nova Jérsei. Rosenberg aprendeu a tocar violão clássico ainda jovem e por volta dos 14 e 15 anos começou a escrever músicas. Ele trabalhou como chef e passou seu tempo livre escrevendo música e praticando violão. Ele não se candidatou na escola em Brighton, gastando seu tempo fazendo música. Rosenberg deixou a escola aos 16 anos para seguir carreira na indústria da música e passou os próximos anos como músico de rua na Inglaterra e na Austrália. Rosenberg ainda vive em Brighton. Ele é fã do clube de futebol inglês Arsenal F.C. Em maio de 2015, Rosenberg apareceu no evento "A Night to Inspire" do Arsenal e tocou uma versão do "49 Undefeated" fan chant.